# Junior Eurovision Song Contest 2010

Deltagande länder
Länder som deltog tidigare år men inte 2010

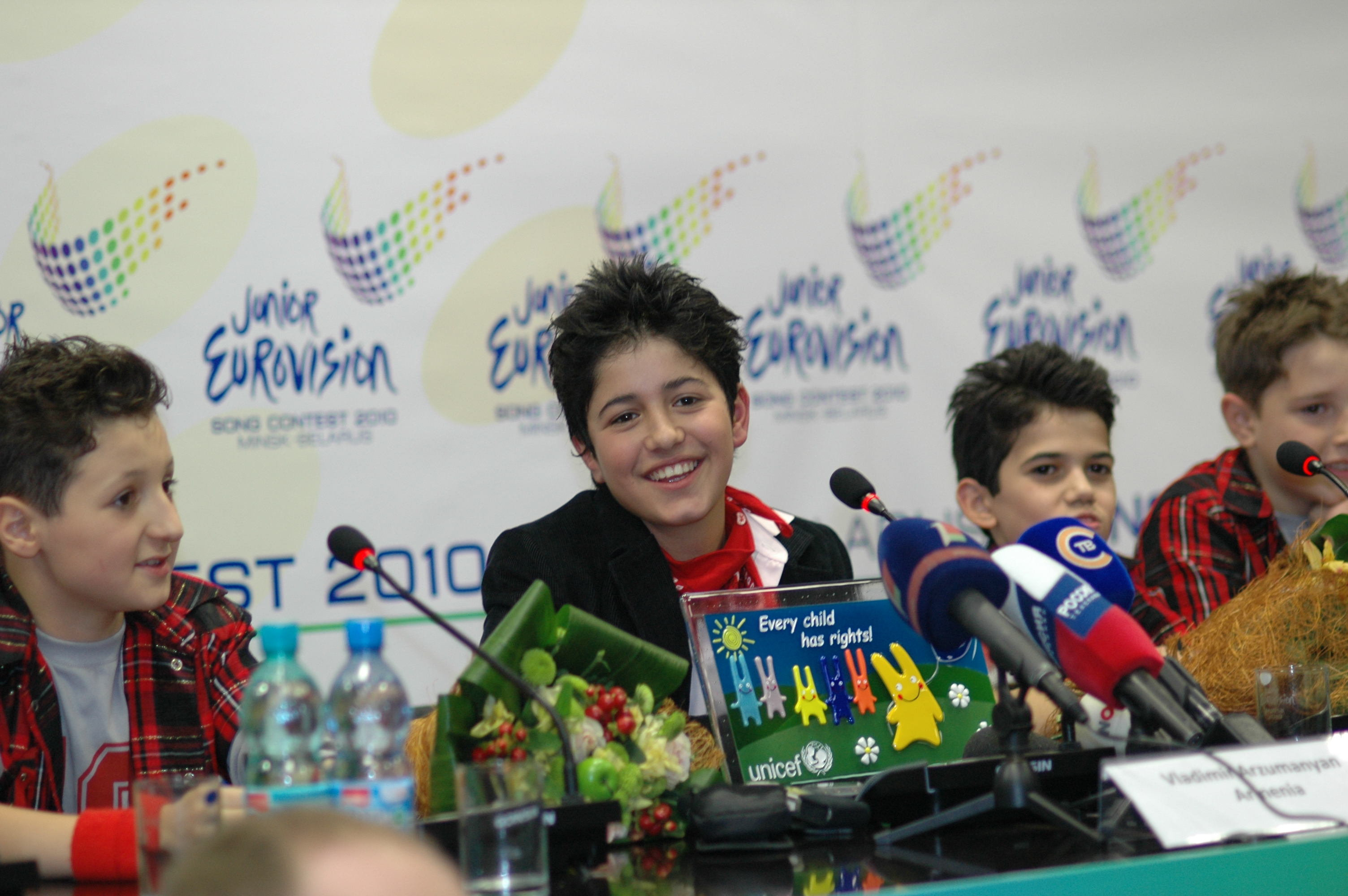
Vladimir Arzumanyan kammade hem Armeniens första vinst i något Eurovision-sammanhang.

Junior Eurovision Song Contest 2010 var den åttonde upplagan av musiktävlingen Junior Eurovision Song Contest, och anordnades den 20 november 2010 i Minsk, Vitryssland, med Denis Kurjan och Leila Ismailava som programledare. Tävlingen vanns av Vladimir Arzumanyan för Armenien med låten "Mama", medan andra och tredje plats gick till Ryssland och Serbien, respektive.

## Arrangemanget

### Värdlandet
Den Europeiska radio- och TV-unionen (EBU) valde precis som föregående år att hålla kvar vid regeln som säger att det vinnande landet nödvändigtvis inte behöver arrangera nästkommande års tävling, detta för att minska trycket på de tävlande barnen. Tre länder visade sitt intresse för att arrangera tävlingen; Vitryssland (BTRC), Ryssland (RTR) och Malta (PBS). EBU gav rätten att arrangera tävlingen till vitryska BTRC, vilket resulterade i att tävlingen anordnades i just Vitryssland. För första gången i historien anordnades festivalen i ett land som något tidigare år vunnit tävlingen.

### Plats
Minsk (vitryska: Мінск, uttalat [mʲinsk], ryska: Минск, uttalat [mʲinsk]) är en stad i Vitryssland och republikens huvudstad, belägen vid floden Svislatj, med 1 959 781 invånare (2016). Minsk är huvudort i voblasten (länet) Minsk. I Minsk finns också Oberoende staters samväldes högkvarter.
Tävlingen arrangerades i Minsk Arena. Komplexet är unikt i sin komplexitet och funktionalitet, inte bara i Vitryssland men även i hela Europa. Arenan inkluderar en flersports- och underhållningsarena för 15 000 åskådare, en skridskoarena för upp till 3 000 åskådare och en velodrom för upp till 2 000 åskådare. Efter tre års uppbyggnad invigdes arenan 2009 och var därmed mycket ny när Junior Eurovision Song Contest skulle arrangeras här.

## Tävlingsupplägg

### Visuell design
Tävlingens tema avslöjades den 8 april 2010. Bestående av flerfärgade cirklar som formas som vingar symboliserar logotypen "olika människor, kulturer och länder" och "frihet och kreativ inspiration".
Scenen designades av den svenska scendesignern Ulf Mårtensson, och presenterades den 15 juli 2010. Scenen innefattade fem vingformade konstruktioner, inspirerade från tävlingens logotyp.

Tema konst ingick även i reklamkampanjen för tävlingen, som innefattade "elva ansikten för Junior Eurovision", valda genom en omröstning. Omröstningens resultat redovisades den 20 juli 2010, vilket blev elva vitryska personligheter.

## Händelser

### Tidsgränsen på låtar överskreds
Inför tävlingens final hade EBU flera regelöverträdelser att handskas med. Bland annat handlade det om att flera länders bidrag överskred den maximala tidgränsen på en låt, det vill säga 2 minuter och 45 sekunder. Bidragen från Litauen, Nederländerna, Ukraina, Sverige, Belgien, Armenien, Georgien och Makedonien överskred denna gräns, om än med bara ett fåtal sekunder. Detta gjorde att mindre än hälften av bidragen behöll sig under tidgränsen, då Maltas bidrag "Knock! Knock!....Boom! Boom!" precis landade på 2:45 vilket också var den maximala tidgränsen.

### Juniregeln bruten
En annan regel som tros ha brutits var den så kallade juniregeln, vilket menades med att inget av de tävlande bidragen fick ha framförts före den 1 juni 2010. Duon från Nederländerna, Anna och Senna, tävlade med låten "My Family", som tros ha framförts så tidigt som i april utanför varken själva Junior Eurovision Song Contest eller den nationella uttagningen, Junior Songfestival. EBU valde dock att inte diskvalificera bidraget.

### Språkregeln
Språkregeln säger att, till exempel, Sveriges bidrag måste framföras mestadels på svenska, men fraser på engelska får också förekomma. Flera länder bröt dock mot denna regel då större delar av låten framfördes på engelska. EBU valde dock att inte diskvalificera några bidrag.

## Deltagande länder
Den 28 juli 2010 presenterade EBU listan över de tävlande länderna. 14 länder, vilket var ett land mer än föregående års tävling, ställde upp i Minsk. Bland dessa 14 länder tävlade Moldavien för första gången, medan Lettland och Litauen återvände till tävlingen efter fyra och ett års uppehåll, respektive. Även Sverige återvände i sin ursprungsform med SVT som sändande tevebolag, mellan 2006 och 2009, med undantag för 2008 då Sverige inte alls ställde upp, hade TV4 skött det svenska deltagandet i tävlingen. Cypern och Rumänien hoppade av tävlingen, Cypern för andra gången medan Rumänien för första gången inte ställde upp. Svante Stockselius, talesperson för EBU, markerade Sveriges Televisions återvändo till tävlingen som en stor prestation när det kom till förhandlingar om deltagande länder, och hoppades på att fler nordiska tevebolag skulle komma att ställa upp i tävlingen framöver.
Utöver de 14 deltagande länderna sändes tävlingen även i Australien via Special Broadcasting Service (SBS).

## Resultat
| Nr | Land          | Artist                   | Bidrag                        | Språk                  | Plac. | Poäng |
| -- | ------------- | ------------------------ | ----------------------------- | ---------------------- | ----- | ----- |
| 01 | Litauen       | Bartas                   | "Oki Doki"                    | litauiska              | 6     | 67    |
| 02 | Moldavien     | Ștefan Roșcovan          | "Ali Baba"                    | rumänska, engelska     | 8     | 54    |
| 03 | Nederländerna | Anna & Senna             | "My Family"                   | nederländska, engelska | 9     | 52    |
| 04 | Serbien       | Sonja Škorić             | "Čarobna noć" (Чаробна ноћ)   | serbiska               | 3     | 113   |
| 05 | Ukraina       | Julija Hurska            | "Miy litak" (Мій літак)       | ukrainska              | 14    | 28    |
| 06 | Sverige       | Josefine Ridell          | "Allt jag vill ha"            | svenska                | 11    | 48    |
| 07 | Ryssland      | Sasha Lazin & Liza Drozd | "Boy and Girl"                | ryska                  | 2     | 119   |
| 08 | Lettland      | Šarlote Lēnmane          | "Viva la Dance (Dejo tā)"     | lettiska               | 10    | 51    |
| 09 | Belgien       | Jill & Lauren            | "Get Up!"                     | nederländska, engelska | 7     | 61    |
| 10 | Armenien      | Vladimir Arzumanyan      | "Mama" (Մամա)                 | armeniska              | 1     | 120   |
| 11 | Malta         | Nicole Azzopardi         | "Knock Knock!....Boom! Boom!" | engelska, maltesiska   | 13    | 35    |
| 12 | Vitryssland   | Daniil Kozlov            | "Muzyki svet" (Музыки свет)   | ryska                  | 5     | 85    |
| 13 | Georgien      | Mariam Kachelisjvili     | "Mari Dari"                   | låtsasspråk            | 4     | 109   |
| 14 | Makedonien    | Anja Veterova            | "Еооо, Еооо"                  | makedonska             | 12    | 38    |

## Poängtabeller
|   |                                              | Resultat  |               |         |         |         |          |          |         |          |       |         |          |                |    |    |
| Σ | Litauen                                      | Moldavien | Nederländerna | Serbien | Ukraina | Sverige | Ryssland | Lettland | Belgien | Armenien | Malta | Belarus | Georgien | Nordmakedonien |    |    |
| D | Litauen                                      | 67        |               | 2       | 2       | 4       | 4        | 4        | 6       | 6        | 5     | 4       |          | 6              | 10 | 2  |
| D | Moldavien                                    | 54        | 1             |         |         | 1       |          | 2        | 5       | 2        | 6     | 7       | 10       | 2              | 6  |    |
| D | Nederländerna                                | 52        | 2             |         |         | 7       | 1        | 3        |         | 3        | 10    | 5       |          | 1              | 8  |    |
| D | Serbien                                      | 113       | 6             | 12      | 10      |         | 7        | 8        | 7       | 10       | 7     | 3       | 8        | 10             | 1  | 12 |
| D | Ukraina                                      | 28        |               |         |         |         |          |          | 4       |          |       | 1       | 2        |                | 4  | 5  |
| D | Sverige                                      | 48        | 3             |         | 4       | 2       | 3        |          | 2       | 4        | 8     | 2       | 1        | 4              |    | 3  |
| D | Ryssland                                     | 119       | 10            | 7       | 8       | 8       | 8        | 10       |         | 8        | 4     | 12      | 12       | 12             | 7  | 1  |
| D | Lettland                                     | 51        | 8             | 8       | 6       |         | 5        | 1        |         |          | 1     |         | 5        |                | 5  |    |
| D | Belgien                                      | 61        | 5             | 3       | 12      | 5       |          | 6        | 1       |          |       |         | 4        | 3              | 2  | 8  |
| D | Armenien                                     | 120       | 7             | 10      | 5       | 6       | 12       | 12       | 12      | 5        | 12    |         | 6        | 8              | 3  | 10 |
| D | Malta                                        | 35        |               | 4       | 1       | 3       |          |          |         |          |       | 6       |          | 5              |    | 4  |
| D | Vitryssland                                  | 85        | 4             | 6       | 3       |         | 6        |          | 10      | 12       |       | 10      | 3        |                | 12 | 7  |
| D | Georgien                                     | 109       | 12            | 5       | 7       | 10      | 10       | 7        | 8       | 7        | 3     | 8       | 7        | 7              |    | 6  |
| D | Makedonien                                   | 38        |               | 1       |         | 12      | 2        | 5        | 3       | 1        | 2     |         |          |                |    |    |
| D | Alla länder tilldelades 12 poäng automatiskt |           |               |         |         |         |          |          |         |          |       |         |          |                |    |    |

### 12 poäng
Nedan listas antalet tolvor ett land fick av andra länder:
| Nr | Mottagande land | Röstande land                       |
| -- | --------------- | ----------------------------------- |
| 4  | Armenien        | Belgien, Ryssland, Sverige, Ukraina |
| 3  | Ryssland        | Armenien, Malta, Vitryssland        |
| 2  | Serbien         | Makedonien, Moldavien               |
| 2  | Vitryssland     | Georgien, Lettland                  |
| 1  | Belgien         | Nederländerna                       |
| 1  | Georgien        | Litauen                             |
| 1  | Makedonien      | Serbien                             |

- Alla länder fick 12 poäng i början av omröstningen för att undvika att något land skulle hamna på noll poäng.

## Kommentatorer och röstavlämnare

### Kommentatorer
- Armenien – Gohar Gasparyan och Artak Vandanyan (ARMTV)
- Belarus – Pavel Lozovik (BTRC)
- Belgien – Kristien Maes och Tom De Cock (Vlaamse Radio- en Televisieomroep)
- Georgien – Temo Kvirkvelia (Georgiens offentliga television)
- Lettland – Valters Frīdenbergs (LTV)
- Litauen – Darius Užkuraitis (LRT)
- Makedonien – Toni Drenkovski och Monika Todorovska (MTV 1)
- Malta – Eileen Montesin (TVM)
- Moldavien – Rusalina Rusu (TRM)
- Nederländerna – Sipke Jan Bousema (AVRO)
- Ryssland – Olga Shelest (Russia 1)
- Serbien – Duška Vučinić-Lučić (RTS 2)
- Sverige – Edward af Sillén och Malin Olsson (SVT2)
- Ukraina – Timur Mirosjnytjenko (Pershiy)

### Röstavlämnare
Nedan listas samtliga deltagande länders röstavlämnare i startordning:

- Litauen – Bernadras Garbaciauskas
- Moldavien – Paula Paraschiv
- Nederländerna – Bram
- Serbien – Maja Mazic (representerade Serbien 2008)
- Ukraina – Elizabeth Arfush
- Sverige – Robin Ridell
- Ryssland – Philip Mazurov
- Lettland – Ralfs Eilands (representerade Lettland i Eurovision 2013 med gruppen PeR)
- Belgien – Laura Omloop (representerade Belgien 2009)
- Armenien – Nadia Sargsyan
- Malta – Francesca Zarb
- Vitryssland – Anastasiya Butyugina
- Georgien – Giorgi Toradze
- Makedonien – Sara Markoska (representerade Makedonien 2009)

## Album
Junior Eurovision Song Contest 2010: Minsk-Belarus, är ett samlingsalbum ihopsatt av EBU och gavs ut i november 2010. Albumet innehåller alla låtar från 2010 års tävling.
| 1.           | Oki doki                    | Bartas (Litauen)                    | 2:54  |
| 2.           | Ali Baba                    | Ștefan Roșcovan (Moldavien)         | 2:42  |
| 3.           | My Family                   | Anna & Senna (Nederländerna)        | 2:47  |
| 4.           | Čarobna noć (Magical Night) | Sonja Škorić (Serbien)              | 2:38  |
| 5.           | Miy litak                   | Julija Hurska (Ukraina)             | 2:48  |
| 6.           | Allt jag vill ha            | Josefine Ridell (Sverige)           | 2:47  |
| 7.           | Boy and Girl                | Sasha Lazin & Liza Drozd (Ryssland) | 2:41  |
| 8.           | Viva la Dance               | Šarlote Lēnmane (Lettland)          | 2:43  |
| 9.           | Get Up!                     | Jill & Lauren (Belgien)             | 2:49  |
| 10.          | Mama                        | Vladimir Arzumanyan (Armenien)      | 2:48  |
| 11.          | Knock Knock!....Boom! Boom! | Nicole Azzopardi (Malta)            | 2:45  |
| 12.          | Muzyki svet                 | Daniil Kozlov (Vitryssland)         | 2:33  |
| 13.          | Mari Dari                   | Mariam Kachelisjvili (Georgien)     | 2:48  |
| 14.          | Еооо, Еооо                  | Anja Veterova (Makedonien)          | 2:47  |
| Total längd: | Total längd:                | Total längd:                        | 38:30 |

| 1.           | Oki doki (Instrumental version)                    | Bartas (Litauen)                    | 2:54  |
| 2.           | Ali Baba (Instrumental version)                    | Ștefan Roșcovan (Moldavien)         | 2:42  |
| 3.           | My Family (Instrumental version)                   | Anna & Senna (Nederländerna)        | 2:47  |
| 4.           | Čarobna noć (Magical Night) (Instrumental version) | Sonja Škorić (Serbien)              | 2:38  |
| 5.           | Miy litak (Instrumental version)                   | Julija Hurska (Ukraina)             | 2:48  |
| 6.           | Allt jag vill ha (Instrumental version)            | Josefine Ridell (Sverige)           | 2:47  |
| 7.           | Boy and Girl (Instrumental version)                | Sasha Lazin & Liza Drozd (Ryssland) | 2:41  |
| 8.           | Viva la Dance (Instrumental version)               | Šarlote Lēnmane (Lettland)          | 2:43  |
| 9.           | Get Up! (Instrumental version)                     | Jill & Lauren (Belgien)             | 2:49  |
| 10.          | Mama (Instrumental version)                        | Vladimir Arzumanyan (Armenien)      | 2:48  |
| 11.          | Knock Knock!....Boom! Boom! (Instrumental version) | Nicole Azzopardi (Malta)            | 2:45  |
| 12.          | Muzyki svet (Instrumental version)                 | Daniil Kozlov (Vitryssland)         | 2:33  |
| 13.          | Mari Dari (Instrumental version)                   | Mariam Kachelisjvili (Georgien)     | 2:48  |
| 14.          | Еооо, Еооо (Instrumental version)                  | Anja Veterova (Makedonien)          | 2:47  |
| Total längd: | Total längd:                                       | Total längd:                        | 38:30 |